# Chiesa dei Santi Quirico e Giulitta (Sissa Trecasali)
La chiesa dei Santi Quirico e Giulitta, nota anche come pieve di San Quirico, è un luogo di culto cattolico dalle forme barocche, situato in via Provinciale di San Quirico a San Quirico, frazione di Sissa Trecasali, in provincia e diocesi di Parma è sede di una parrocchia compresa nella zona pastorale della Bassa.

## Storia

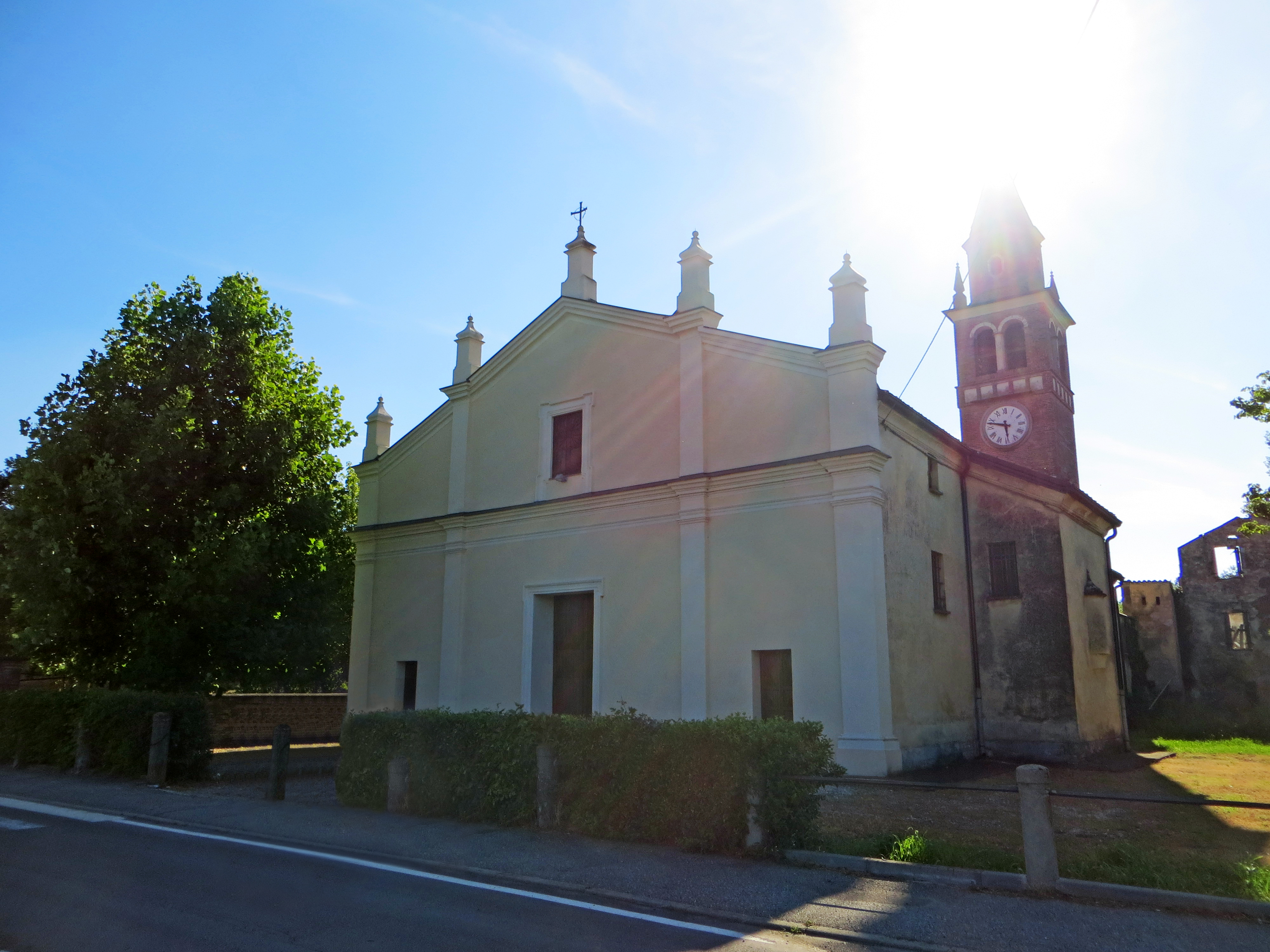
La chiesa ed il campanile

La prima citazione di una chiesa a San Quirico è da ricercare in un documento datato 2 giugno 1005.
La chiesa fu riedificata nel XIII secolo. Questo edificio, che era a tre navate, aveva la facciata, la quale era caratterizzata da un portico, rivolta a occidente e l'abside a levante; inoltre, possedeva sul lato sud una sagrestia e su quello nord la torre campanaria.
Da un atto del 1299 s'apprende che questa chiesa, che era una pieve, aveva come filiali le cappelle di San Michele di Trecasali, di Santa Maria Assunta di Sissa e di San Lorenzo di Palasone.
L'attuale parrocchiale è frutto del rifacimento condotto tra il 1686 e il 1687 ruotando la pianta di 180° rispetto alla chiesa precedente.
Intorno al 1990 la parrocchiale fu dotata di un nuovo altare mobile in metallo dorato e di un nuovo ambone.
Nel 2008 una scossa di terremoto provocò alcuni danni all'edificio, che venne pertanto restaurato tra il 2012 e il 2015.

## Descrizione
La chiesa, la cui facciata è rivolta a levante, è a tre navate, ognuna delle quali è divisa in tre campate, caratterizzate da paraste terminanti con doppi capitelli. Ognuna delle due navate laterali presenta all'altezza della seconda campata una cappella laterale - in quella sud vi è il fonte battesimale - e, invece, presso ciascuna absidiola un altare: nella navata meridionale quello dei Misteri del Rosario, in quella settentrionale quello di San Giuseppe.